# Кисляков, Михаил Леонидович
Михаил Леонидович Кисляков (род. 18 ноября 1975, Красное, Ненецкий автономный округ, Архангельская область, РСФСР, СССР) — российский политический деятель, с 2021 года депутат Государственной думы VIII созыва от партии «Единая Россия». Входил в Комитет Государственной думы по региональной политике и местному самоуправлению. С 30 октября 2024 года переведён в Комитет ГД по охране здоровья. 

## Биография
Михаил Кисляков родился 18 ноября 1975 года в посёлке Красное в Архангельской области. В 1993—1995 годах проходил срочную военную службу, после демобилизации поступил в Северный государственный медицинский университет в Архангельске (закончил в 2000 году по специальности «менеджмент»). В 1998 году стал генеральным директором ООО «Аргус», в 2003—2021 годах занимал пост председателя сельскохозяйственного производственного кооператива «Рыболовецкий колхоз „Заполярье“», зарегистрированного в деревне Верхняя Пеша Заполярного района Ненецкого автономного округа..
В 2018 году Кисляков стал депутатом Архангельского областного собрания от партии «Единая Россия». В сентябре 2021 года выдвинул свою кандидатуру в депутаты Государственной Думы VIII созыва от той же партии (в региональной группе № 19 по Архангельской области и Ненецкому автономному округу). По итогам распределения мест в парламент не прошёл, но позже получил вакантный депутатский мандат по партийному списку. Вошёл в комитет по региональной политике и местному самоуправлению. С 2022 года находится под санкциями ряда государств — всех стран Европейского союза, Великобритании, США, Канады, Швейцарии, Австралии, Японии, Украины, Новой Зеландии.
Кисляков женат, воспитывает троих детей.